# SCB-125 (программа ВМС США)

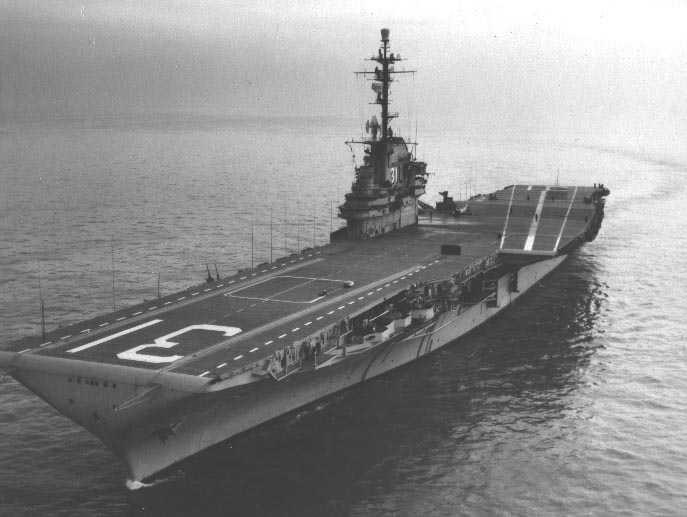
Авианосец CV-31 «Бон Омм Ричард» c закрытым «штормовым» носом и угловой палубой после модернизации по программе SCB-125

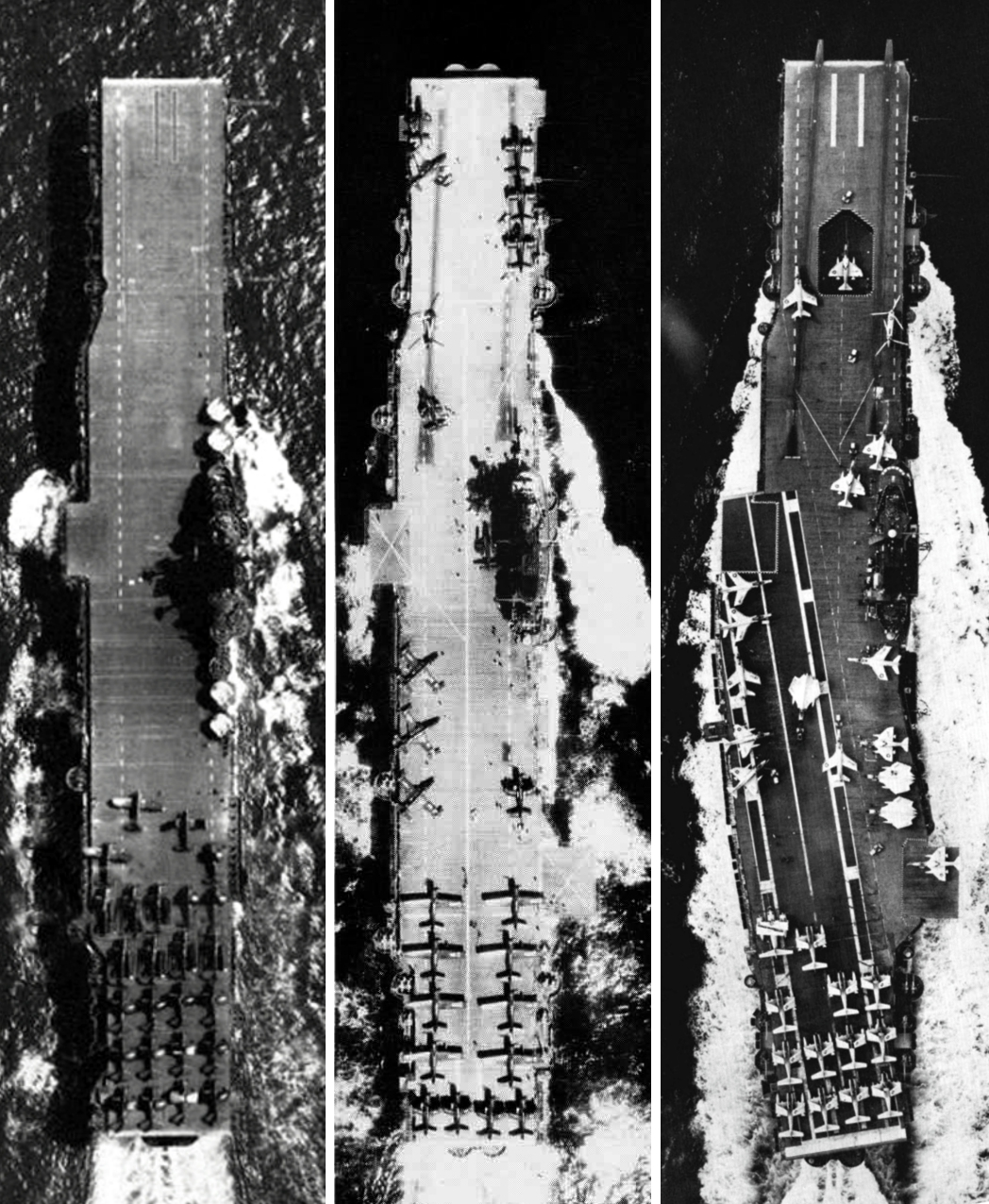
Авианосец CV-11 «Интрепид» после модернизации по программе SCB-27C (слева) и SCB-125 (справа)

SCB-125 — программа ВМС США по модернизации авианосцев типа «Эссекс», которая проводилась с 1954 по 1959 год. Эта программа включала установку угловой полётной палубы и другие изменения по улучшению боеспособности и мореходности.

## Модернизация
Первыми модернизацию по программе SCB-125 прошли авианосцы CV-38 «Шангри-Ла», CV-16 «Лексингтон» и CV-31 «Бон Омм Ричард», которые к этому моменту находились в середине цикла модернизации по программе SCB-27C. Для них обе программы были проведены одновременно.
Несмотря на серьёзность реконструкции, на авианосцы SCB-27A с гидравлическими катапультами H-8 не были установлены более современные паровые катапульты C-11 из-за необходимости перестройки элементов корпуса под более объёмное оборудование.

## Варианты модернизации
Авианосец CV-34 «Орискани», открывший программу SCB-27, прошёл модернизацию SCB-125 последним и поэтому получил более современный аэрофинишёр Mk 7 и новую катапульту C-11-1. Модернизацию авианосца «Орискани» иногда называют программой SCB-125A. Таким образом, авианосец оказался единственным кораблём программы SCB-27A, оборудованным паровыми катапультами.

## Модернизированные корабли
Источник: www.history.navy.mil 
|                        | Программа   | Начало  | В строю |
| ---------------------- | ----------- | ------- | ------- |
| CV-38 «Шангри-Ла»      | SCB-27C/125 | 10.1952 | 01.1955 |
| CV-16 «Лексингтон»     | SCB-27C/125 | 09.1953 | 08.1955 |
| CV-31 «Бон Омм Ричард» | SCB-27C/125 | 05.1953 | 09.1955 |
| CV-20 «Беннингтон»     | SCB-125     | 1954    | 1955    |
| CV-10 «Йорктаун»       | SCB-125     | 1955    | 1955    |
| CV-18 «Уосп»           | SCB-125     | 1955    | 1955    |
| CV-15 «Рэндольф»       | SCB-125     | 1955    | 1956    |
| CV-9 «Эссекс»          | SCB-125     | 1955    | 1956    |
| CV-12 «Хорнет»         | SCB-125     | 1956    | 1956    |
| CV-19 «Хэнкок»         | SCB-125     | 1956    | 1956    |
| CV-33 «Кирсадж»        | SCB-125     | 1956    | 1957    |
| CV-14 «Тикондерога»    | SCB-125     | 1956    | 1957    |
| CV-11 «Интрепид»       | SCB-125     | 1956    | 1957    |
| CV-34 «Орискани»       | SCB-125A    | 1957    | 1959    |